# Залишкова працездатність людини
Залишкова працездатність людини — це фактичний функціональний стан людини віком 60 років і старше, що дозволяє успішно виконувати професійні, виробничі, повсякденні задачі і оцінюється у відсотках відповідно можливостей здорового молодого робітника (віком до 30 років).
Для оцінки використовують наступні об'єктивні функціональні показники: рівень когнітивних можливостей за клінічною шкалою (MMSE); об'єм самообслуговування за індексом Бартела); м'язової сили стискання кісті (сума показників лівої та правої руки); оцінка стану зорових, слухових і рухових можливостей та успішності відповідної корекції; статичне балансування;  тактильна продуктивність; слухова продуктивність; успішність роботи з сенсорною панеллю; зорова продуктивність (кількість вірних відповідей за цвилину); кількість вірних відповідей у тесті на пропущену цифру за хвилину комп'ютерна модель оцінки розумової продуктивності); максимальна кількість натискувань на кнопку комп'ютера, комп'ютерна модель теппінг-теста; оперативна пам'ять людини; життєва ємність легень; середній час зорово-моторної реакції у мілісекундах (комп'ютерна модель тестування); мода варіабельності часу зорово-моторної реакції у мілісекундах ; середній час відповіді у тесті оцінки розумової продуктивності.
Шкала оцінки відсотка залишкової працездатності людини:
- 90 % — 100 % оцінюють як високий рівень і характеризує показник залишкової працездатності, який відповідає можливостям осіб молодого віку.
- 70 % -  89 % оцінюють як рівень вище середнього, характеризує показник залишкової працездатності, як можливе використання праці на виробництві, але клас напруженості і важкості не повинен перевищувати 2 клас за гігієнічною класифікацією праці.
- 50 % — 69 % середній рівень характеризує ефективність діяльності яку можливо збільшити за допомогою геронтотехнологій.
- 20 % — 49 %  рівень нижче середнього, що відображає перенапруження функціональних систем організму і потребує більш глибокої корекції.
- 1 % -19 % низький рівень залишкової працездатності людини, що має потребу в технологіях нагляду, підтримки та підказок, при цьому звужена її соціальна активність. [8[1]].

Термін «залишкова працездатність людини» концептуально було запропоновано академіком Чеботарьовим Д. Ф. і професором Стеженською О. І. [], як визначення залишкової частини працездатності людини перед пенсійного віку. Семантично термін визначав загальну працездатність людини похилого віку, однак, термін змістовно носив абстрактний характер.
Інноваційний розвиток технологій суттєво змінив характер багатьох професій особливо фізичної праці. На сьогодні внесок фізичних зусиль до загального промислового виробництва не перевищує 10 %.
Таким чином, знизились стандарти загальної працездатності для осіб різного віку. Доведена медико-біологічна доцільність фізичної активності і раціональна організація праці. Що поширює можливості залучення осіб старшого віку до робіт у пенсійному віці. Постійне збільшення вимог на робочих місцях до когнітивних можливостей передбачає безперервне навчання та перенавчання персоналу. У зв'язку з цим виникла необхідність у кількісній характеристиці обґрунтування залишкової працездатності людини у віці 60 років і старше, задля індивідуальної оцінки працездатності та дієздатності. Розроблені нормативи об'єктивної оцінки функціональних можливостей людини [1, 3-8]. Функціональні можливості, що визначають 47,54 % фактичної працездатності людини у віці 60-89 років достовірно обумовлено прискореним старінням. Вивчення залишкової працездатності людини у віці 60 років і старше показало, що близько 57 % осіб похилого віку та 96,7 % осіб старечого віку потребують застосування ергономічних інновацій на виробництві та у побуті для підвищення фізичної незалежності від сторонньої допомоги і компенсування вікового зниження працездатності. Дослідження показало, що залишкова працездатність людини віком 60 років і старше обумовлена наступними факторами: професійно-трудовими 17,04 %, сімейно-побутовими 15,31 %, рівнем здоров'я 12,74 %, фізичною активністю 12,73 %, характером харчування 10,53 % [1, 3-8].